# Branca de Bourbon
Branca de Bourbon (em francês:  Blanche, em castelhano:  Blanca; Vincennes, 1339 — Medina Sidónia, 14 de maio ou 31 de julho de 1361) foi rainha consorte de Castela como esposa de Pedro I de Castela.

## Origens
Branca era a segunda filha de Isabel de Valois (filha de Carlos de Valois e neta de Filipe III de França e Isabel de Aragão) e de Pedro I, Duque de Bourbon. Era irmã gémea da rainha Joana de Bourbon, esposa de Carlos V de França. 

## Antecedentes
Pedro de Castela, apelidado posteriormente  de o Cruel e o Justiceiro (à semelhança do seu tio Pedro I de Portugal), batalhava continuamente desde a sua acessão ao trono em 1350 contra os meios-irmãos Henrique de Castela e Fadrique Afonso de Castela, filhos do malogrado Afonso XI e da sevilhana Leonor de Gusmão. Esta havia sido assassinada pouco depois da morte do rei, em 1351, às ordens da rainha viúva Maria de Portugal. Os filhos da morta rebelaram-se então contra Pedro. Vendo que os meios-irmãos bastardos colecionavam cada vez mais adeptos à sua causa, Pedro resolve estabelecer negociações com o Reino de França, que poderia ser um grande aliado para os fins que pretendia, tanto militar como economicamente. 
Já em 1335, quando Pedro tinha somente um ano de vida, Eduardo III de Inglaterra havia tentado uma negociação com Afonso XI para uma renovação da aliança castelhano-inglesa e propor um matrimónio do pequeno Pedro com a sua filha Isabel. Afonso recusa pelo facto de ser demasiado prematura. Em 1342, Castela assinara um tratado com a França que contemplava um eventual enlace nupcial para assegurar o mesmo. Um mês depois, nova tentativa de Eduardo III ocorre. As tentativas com França falham e Afonso compromete então o filho desta vez a Joana de Inglaterra. Este tratado seria assinado em 1345. Porém, quando ia a caminho de Castela, Joana falece subitamente de peste, em 1348. O tratado rompeu-se e nenhuma outra proposta surgiu.

## Casamento
Maria de Portugal recebia diversas cartas do Papa Clemente VI (em conivência com João II de França) que a aconselhavam a reforçar a aliança francesa através do casamento do filho. Esta e o aio do rei, João Afonso de Albuquerque, pressionavam Pedro para que realizasse a dita aliança, até que este ficou convencido.
Depois de considerada a proposta, chegou o momento de escolher a noiva francesa. Pensou-se primeiramente em Branca de Navarra, viúva de Filipe VI de França e madrasta do então rei João II. Porém esta recusou a proposta, alegando a viuvez ainda recente.  
Durante as cortes de Valladolid de 1351 apresenta-se formalmente uma embaixada francesa para acordar o enlace. Fica então decidido que a eleita seria uma das filhas do duque Pedro I de Bourbon. Branca era então a mais velha e portanto foi a escolhida. 
A delegação castelhana, quando chegou a França, realizou um ato impensável: voltou a pedir a mão de Branca de Navarra. Perante uma nova recusa da rainha viúva, os castelhanos pediram, então, a mão de Branca de Bourbon. Esta nunca desejou tal matrimónio e negou-o três vezes, mas o rei João II, o seu pai, o seu cunhado e inclusive a sua própria irmã Joana a forçaram a casar. Branca fica, assim, sem opção senão aceitar o seu destino. Em 1352, foram assinados o tratado de aliança entre França e Castela e o contrato de casamento.
O seu séquito, chefiado pelo visconde de Narbona, demoraria sete meses a chegar ao destino. Branca faz uma paragem em Avignon, onde conhece o Papa Inocêncio VI, que seria mais tarde o principal e único defensor da sua causa. Chegou a Barcelona em janeiro de 1353 e estava em Valladolid a 25 de fevereiro de 1353. Trazia consigo um dote avaliado em 300 mil florins de ouro, assegurado pelo rei de França, que seria distribuído da seguinte forma: 25.000 florins no Natal seguinte ao acordo, outros 25.000 quando Branca deixasse França, e 50.000 florins nos Natais seguintes até perfazer a soma total de 300.000. Pedro outorgava a Branca as vilas de Arévalo (Ávila), Sepúlveda, Coca (Segóvia) e Mayorga (Leão), assim como os respetivos rendimentos. Se as ditas rendas não alcançavam os rendimentos anuais da sogra, Maria, outros rendimentos lhe deveriam ser entregues até igualar as contas da rainha-mãe. Se Branca falecesse sem filhos, Pedro deveria devolver todo o dote à França. Toda a pompa e circunstância do séquito, assim como o contrato, foram elaborados totalmente pelo rei: o pai de Branca havia sido alienado das negociações.
Estando já em Castela, o seu casamento não se pôde realizar de imediato, pois nessa altura o seu marido estava em Torrijos, com a sua amante Maria de Padilla, que estava prestes a dar à luz. Porém, a verdadeira causa do atraso da boda seria a falta de pagamento do rei francês. Por isso, e perante a pressão da mãe e do aio, somente a 3 de junho se celebrou a boda real, apadrinhada por João Afonso de Albuquerque e Leonor de Castela, Rainha de Aragão. 

## Rainha de Castela
Três dias mais tarde, o rei abandonou a esposa, negando-se a conviver com ela. Voltou para Puebla de Montalbán, onde o esperava Maria de Padilla. Houve uma reconciliação de breves dias em Valladolid, mas Pedro partiu depois para Olmedo e não voltou a ver a esposa. 
Várias teorias e lendas têm surgido em torno da rejeição de Branca por parte de Pedro. Uns referem que a reputação de Branca se encontrava manchada pois havia tido um caso com Fadrique, irmão bastardo do rei, durante a sua viagem a Castela, mas este nem se lhe acercara nem era do seu séquito. Outros defendem que o amor de Pedro por Maria de Padilha era maior que o casamento a que se havia proposto. O certo é que a causa se encontra na correspondência entre Pedro e Inocêncio VI, em que este exorta Pedro a receber Branca como esposa ao que o rei responde que "certas confissões" de Branca o haviam feito sentir enganado e que não podia continuar com o matrimónio. O mais provável é que, a sós, e uma vez que nada tinha a perder visto já serem marido e mulher, Branca teria confessado ao esposo que o rei francês não possuía o capital necessário para lhe pagar, o que poderia ser uma das causas da sua tão tardia chegada a Castela. Pedro, enfurecido com a revelação, ter-se-á zangado e descarregado em Branca, simplesmente deixando-a só, num reino que mal conhecia. Poderá ter sido essa também a razão porque Pedro nunca entregara à esposa as vilas prometidas, e porque João II nunca reclamou o dote de Branca depois da sua morte sem descendência. Branca juntou-se então à sogra em Medina Sidónia.
Sabe-se que um ano depois Pedro teria pedido às autoridades eclesiásticas castelhanas que anulassem o seu casamento com Branca, o que acabou por lhe ser concedido, casando então em Cuellar com Joana de Castro, senhora de Duenas e Ponferrada (1325), viúva de Diogo de Haro, senhor da Biscaia, e filha de Isabel Ponce de Leão e Pedro Fernandes de Castro, cavaleiro da Galiza, senhor de Lemos, sendo portanto meia-irmã de Inês de Castro, amante e depois esposa de Pedro I de Portugal.
O abandono da rainha Branca resultaria numa violenta guerra civil em Castela entre dois partidos: o do rei, que aceitava a rejeição da rainha, e que era apoiado pelos irmãos bastardos Henrique e Telo e os infantes de Aragão, sob promessa de grandes favores; e o da rainha-mãe Maria de Portugal e de João Afonso de Albuquerque, que defendiam que Pedro deveria continuar o seu casamento com Branca, e era apoiado por numerosos nobres castelhanos. Pedro terá também abandonado Joana de Castro pouco depois do casamento, senão mesmo no dia seguinte à boda, mas Joana passou a intitular-se "Rainha de Castela" durante o resto da sua vida.

## Ação de Branca e encarceramento
Quando estala a guerra civil, Pedro ordena que Branca seja enviada para Arévalo e depois para o Alcázar de Toledo, de onde envia cartas ao Papa Inocêncio VI em que lhe dizia que Pedro a submetia a grandes privações. Alguns historiadores duvidam da veracidade destas palavras. 
Apesar de tudo, estas cartas foram a salvação de Branca: tornaram-se rápida e convenientemente públicas. O povo toledano rapidamente se rebela contra o rei e passa a apoiar Branca, a que se unem mais nobres. Branca abandona assim o Alcázar, desobedecendo ao esposo, e refugia-se na Catedral, de onde organiza os seus apoiantes e lhes dá ajuda económica para a sua causa. O rei chegou inclusivamente a cair prisioneiro em Toro, mas consegue fugir graças à ajuda da tia, Leonor, e dos primos aragoneses. 
Entre 1355 e 1359 Branca é confinada no Castelo de Sigüenza e depois em El Puerto de Santa María (provavelmente no agora conhecido como Castelo de Doña Blanca), para evitar que fosse libertada pelos aragoneses, que haviam descoberto que Pedro os havia enganado e que nunca receberiam qualquer tipo de compensação. Enquanto isso, o rei regressava ao castelo de Urueña, em Valladolid, onde se encontrava a sua amante, Maria de Padilla, vivendo com ela definitivamente.
A rainha-mãe, temerosa do seu destino se continuasse em Castela, acabou por regressar a Portugal em 1356, falecendo no ano seguinte.

## Morte e posteridade
Em 1361, Pedro enviou Branca para Medina Sidónia, para a manter longe dos seus conflitos com Aragão. Foi aí que acabou envenenada por ordem do esposo. Contava 22 anos de idade. A sua morte foi a última das mortes em série que Pedro praticou naquele período, em que se contavam, para além dela, o meio-irmão Fadrique e a tia Leonor, entre outros.
A morte de Branca alienou Carlos V de França, cunhado da morta, dando pretexto à intervenção da França na guerra castelhana em favor do bastardo Henrique de Trastâmara, que acabou por ganhar o trono após assassinar o irmão.
A família de Branca viria a governar Espanha depois da Guerra de Sucessão Espanhola, e ainda hoje se mantém no poder.

## Sepultura

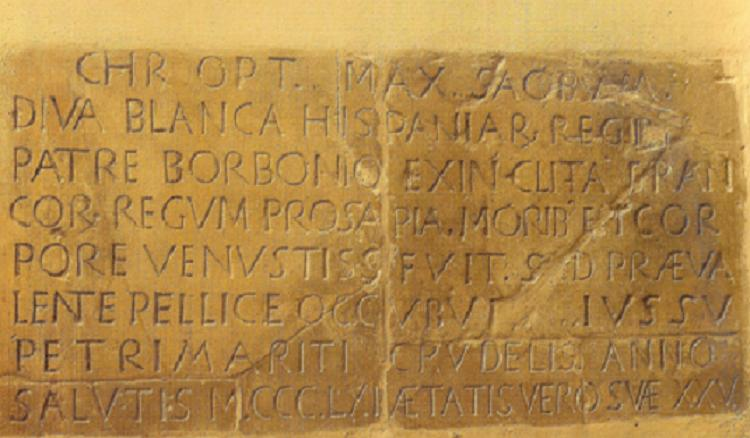
Tumba de Branca de Bourbon.

Depois do seu assassinato, o cadáver de Branca foi sepultado no Mosteiro de San Francisco de Jerez de la Frontera, e o sepulcro permaneceu na capela maior da igreja até que Isabel I de Castela ordenou a sua trasladação para o altar maior. O sepulcro é de mármore e está adornado com os brasões de Castela e Bourbon. 
No altar está a seguinte inscrição:
"Consagrada a Cristo Sumo Benfeitor e Todopoderoso Nosso Senhor, Dona Branca Rainha das Espanhas, filha de Bourbon, descendente da ínclita linhagem dos reis de França, foi grandemente formosa de corpo e costumes, mas prevalecendo a manceba, foi morta a mando do rei D. Pedro I o Cruel seu marido. Ano da Saúde de 1361. Sendo ela de 25 anos de idade."